# باي ريشة كوه (أبو الفارس)
باي ريشة كوه (بالفارسية: پای‌ریشه‌کوه) هي منطقة سكنية تقع في إيران في قسم أبو الفارس الريفي. يقدر عدد سكانها بـ 142 نسمة بحسب إحصاء 2016.